# Raymondville, Texas
Raymondville är en stad i den amerikanska delstaten Texas med en yta av 9,8 km² och en folkmängd som uppgår till 9 733 invånare (2000). Raymondville är administrativ huvudort i Willacy County.